# Anti-Cancer Drugs
Anti-Cancer Drugs (ook Anticancer drugs) is een internationaal, aan collegiale toetsing onderworpen wetenschappelijk tijdschrift op het gebied van de oncologie en de farmacologie. Het wordt uitgegeven door Lippincott Williams & Wilkins en verschijnt 10 keer per jaar.